# Поштово-податкова марка

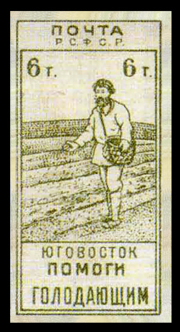
Поштово-податкова марка випуску Уповноваженого Наркомфіну РРФСР по Південному Сходу (1922, 6000 рублів)

Поштово-податкова марка (також марка примусової доплати або податкова марка; англ. postal tax stamp, нім. Zwangszuschlagsmarke) — збірна назва різних поштових марок, які не призначені для оплати поштового збору, а служать для оплати додаткового збору на будь-які інші цілі.

## Опис
Часто номінал поштово-податкових марок перевищує поштовий тариф. Є обов'язковими для франкування листів протягом певного терміну (у певні дні, тижні, а іноді і протягом року). Ці марки є повноцінним філателістичним матеріалом. Вони особливо цікаві на поштовій кореспонденції, наклеєні додатково до звичайних марок.

## Історія

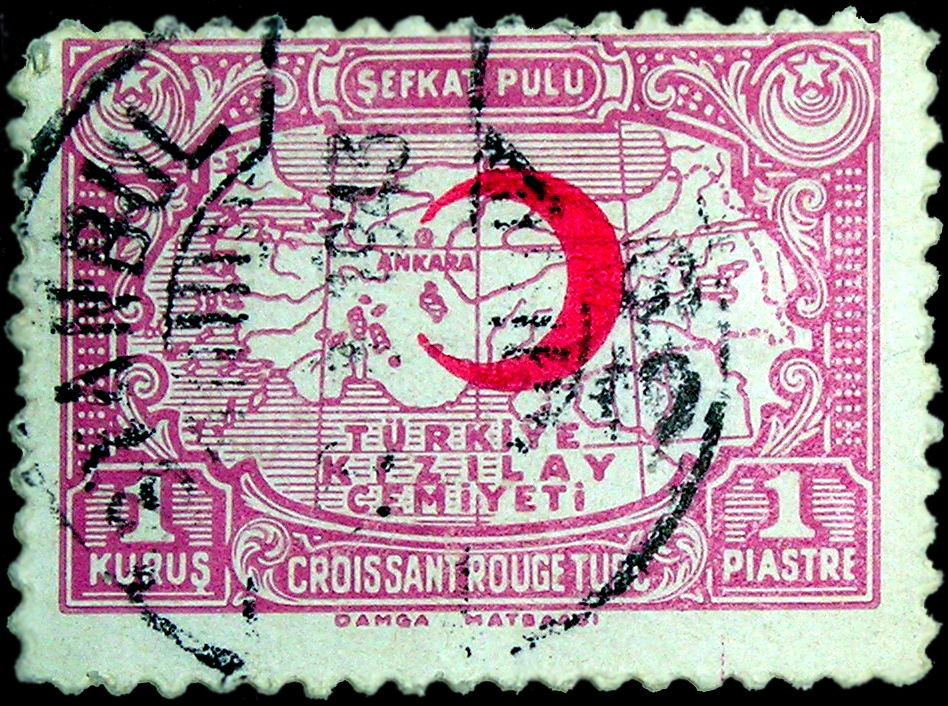
Поштово-податкова марка Туреччини. Збір у фонд Червоного Півмісяця (1928, 1 піастр)

Поштово-податкові марки випускаються у низці країн.
У Португалії та португальських колоніях марки примусової оплати були в обігу з 1911 по 1928 рік. Щороку визначалися вісім днів, коли відправники були зобов'язані використовувати їх, щоб оплатити пересилання своїх поштових відправлень. Якщо ж відправник цього робив, то доплату стягували з одержувача.
У Туреччині з 1911 року поштово-податкові марки знаходяться в обігу 21 день у році.
Протягом восьми років, з грудня 1948 до квітня 1956, всі поштові відправлення в англо-американській зоні окупації Німеччини повинні були додатково оплачуватись маркою примусової доплати на потреби Західного Берліна. Без цих марок листи не доставляли.
Широке поширення поштово-податкові марки набули в Румунії в 1920-і — 1930-ті роки для пошуку додаткових коштів на розвиток авіації; останні були випущені 1948 року.
У Югославії щороку видавалися марки «Олімпійський тиждень», дохід яких йшов у фонд Національного Олімпійського комітету Югославії.
У Греції поштово-податкові марки випускалися з 1914 до 1956 року. Вони повинні були використовуватися разом зі звичайним франкуванням під час новорічного та релігійних свят та в інших спеціально зазначених випадках.
Франкістський уряд Іспанії в 1936—1953 роках також випускав подібні марки, ними додатково франкувалася кореспонденція у певні періоди часу.
Різновидом поштово-податкової марки є військово-податкова марка.

## Поштово-податкові марки в Росії

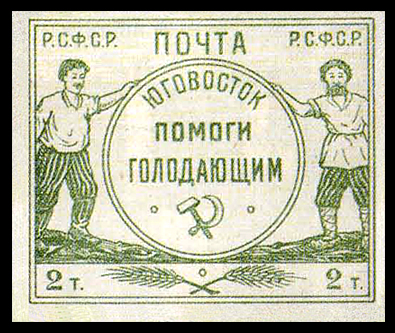
Поштово-податкова марка випуску Уповноваженого Наркомфіну РРФСР по Південному Сходу (1922, 2000 рублів)

У Росії її марки примусового збору випускалися у квітні 1922 року. За розпорядженням Народного комісаріату фінансів Південно-Східної області в Ростові-на-Дону було надруковано чотири поштові марки різних малюнків. Вони призначалися для стягнення обов'язкового збору до фонду допомоги постраждалим від неврожаю (Помгол).
Марки номіналом 2000 рублів наклеювалися на листи на замовлення, 4000 рублів — на бланки грошових переказів, 6000 рублів — на супровідні адреси до посилки.
Застосування цих марок у низці населених пунктів області — у Ростові-на-Дону, Новочеркаську, Нахічевані, Міллеровому — було обов'язковим. Перебували у зверненні кілька днів і вилучені спеціальним розпорядженням Народного комісаріату пошт та телеграфів РРФСР 2 травня 1922 року, оскільки були випущені його відома. Серед філателістів ця серія марок отримала назву «Південний Схід — голодуючим».